# Сусальное золото

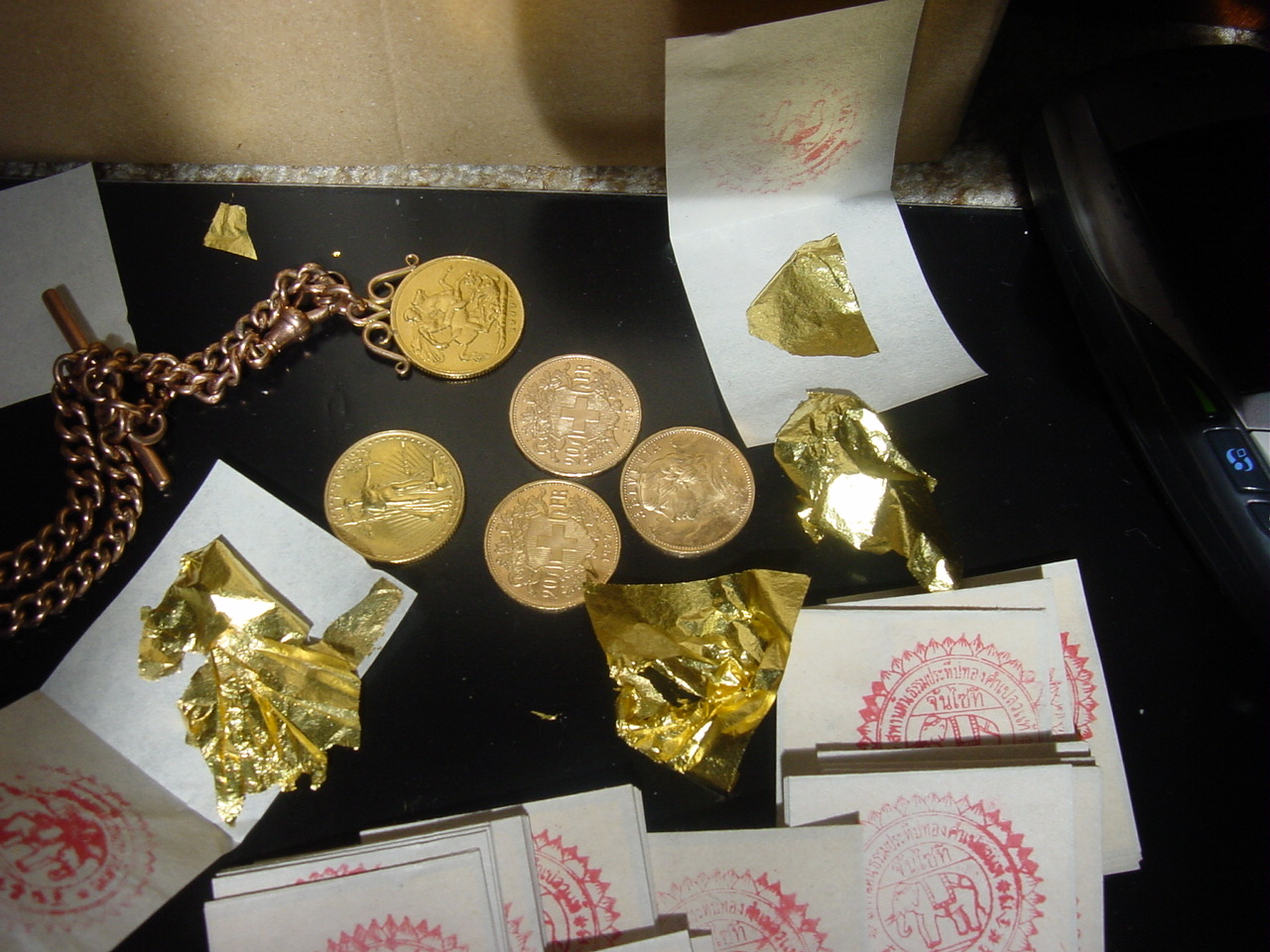
Несколько золотых монет и листков тайского сусального золота

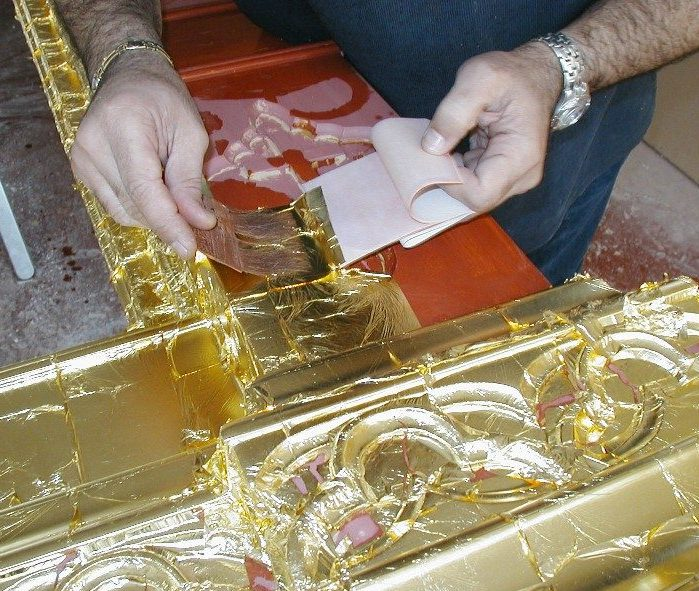
Нанесение сусального золота

Суса́льное золото (сусаль) — тончайшие (около 100 нм) листы золота, которые обычно используются в декоративных целях. Они наклеиваются на поверхность, создавая впечатление, что предмет полностью сделан из золота. Благодаря химической инертности золота такое покрытие очень надолго сохраняет эстетические свойства и защищают подлежащий слой.

## История

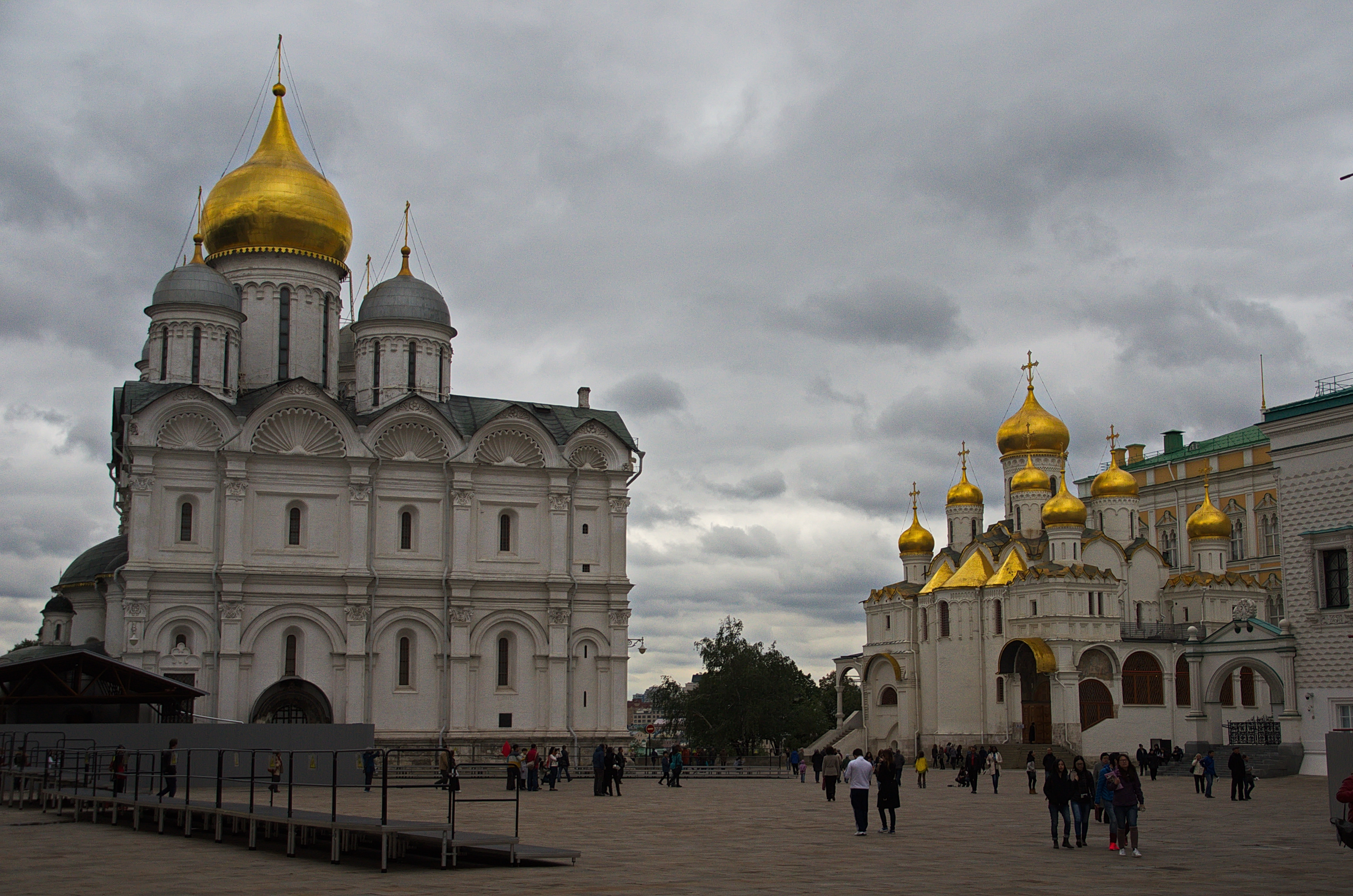
Купола храмов в московском Кремле покрыты сусальным золотом

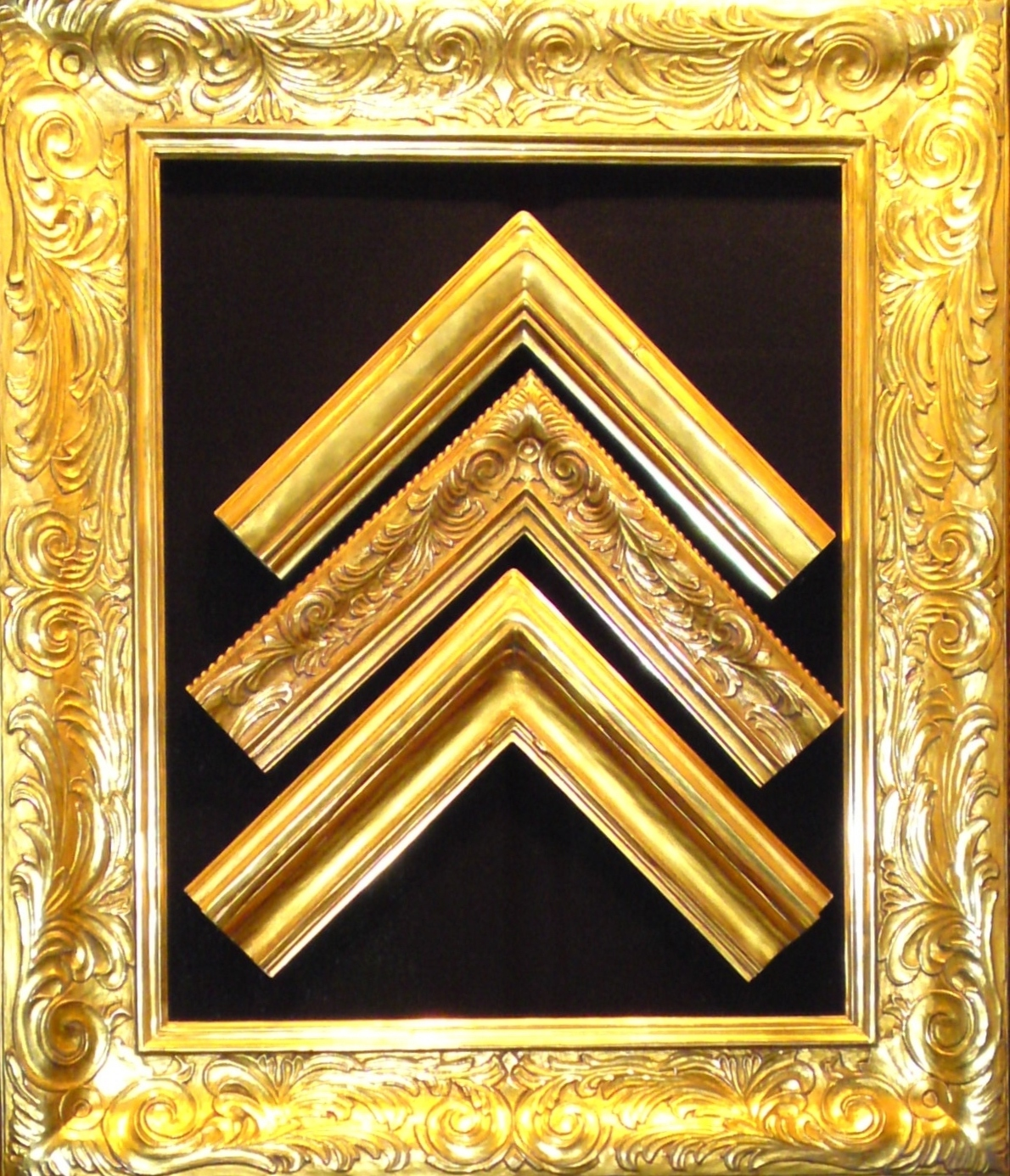
Декоративная рамка, покрытая сусальным золотом

Первое упоминание о сусальном золоте относится к периоду правления Южной и Северной династий Китая. История производства золотых листов в районе Лон Тан, Нанкин, насчитывает около 1700 лет.

## Производство
Золото — относительно мягкий и очень ковкий металл, и его можно расплющить в чрезвычайно тонкие листы без трещин и разрывов. Сусальное золото изготавливается путём отливки бруска с размерами 20×5×1 см с последующей раскаткой его в 30‑метровую тонкую полосу, используя пластичность золота. Далее полоса нарезается на квадраты, и каждый вкладывается между листами специальной бумаги в стопку, которая содержит от 100 до 300 квадратов сусального золота. Далее стопка листов с квадратами сусального золота помещается под молот, и по ней наносится около двух тысяч ударов, пока каждый из квадратов не расплющится в круглую лепёшку толщиной в несколько микрон, а затем из лепёшки вырезается квадрат и вкладывается в книжку. Книжка может содержать от 10 до 300 листов сусального золота. Технологических операций до получения готового сусального золота от 20 до 30, и каждая содержит тонкости и секреты, влияющие на качество сусального золота. Наиболее трудоёмкой и технически сложной операцией является отбивка (расплющивание) ещё толстых квадратов, потому что наносить удары молотом нужно с определённой силой и в определённой последовательности по каждому из краёв стопки и по центру, для того чтоб золото расплющилось строго равномерно и чтобы конечная лепёшка (увеличившись в диаметре до 10 раз) имела равномерную толщину без выбитых участков и без утолщений. От этого напрямую зависит качество позолоты и её сохранность.
В мире в настоящее время существует три способа отбивания золота. Первый, исторический, предполагает отбивку золота вручную. Специально обученный молотобоец бьёт по стопке молотом, рассчитывая на ловкость и глазомер. При этом способе изготовления невозможно отбить золото равномерно и получить книжки одинакового веса. Книжку взвешивают после изготовления для определения в ней лигатурного веса золота (содержания металла в книжке). При втором способе стопка помещается под автоматический молот, который, хоть и наносит удары одинаковой силы, но стопку передвигает под молотом человек. Третий способ — стопку под автоматическим молотом передвигает робот в соответствии с программой. Поэтому наиболее качественное сусальное золото производится с помощью промышленных роботов в Германии и Италии.

## Применение

### Декор
Использование сусального золота — это единственный практичный метод позолоты разнообразных предметов, особенно масштабных объектов вроде куполов или статуй. Благодаря ему можно создавать неповторимые шедевры. Этот метод остаётся популярным и сейчас, поскольку отдаёт в руки мастеру полный контроль над процессом золочения. В настоящее время сусальное золото как материал для покрытия куполов храмов (и иных металлических поверхностей) активно вытесняется более дешевым и по ряду ключевых параметров превосходящим золото нитридом титана.
Сусальное золото используется в иконописи для нанесения ассистов и изготовления творёного золота.

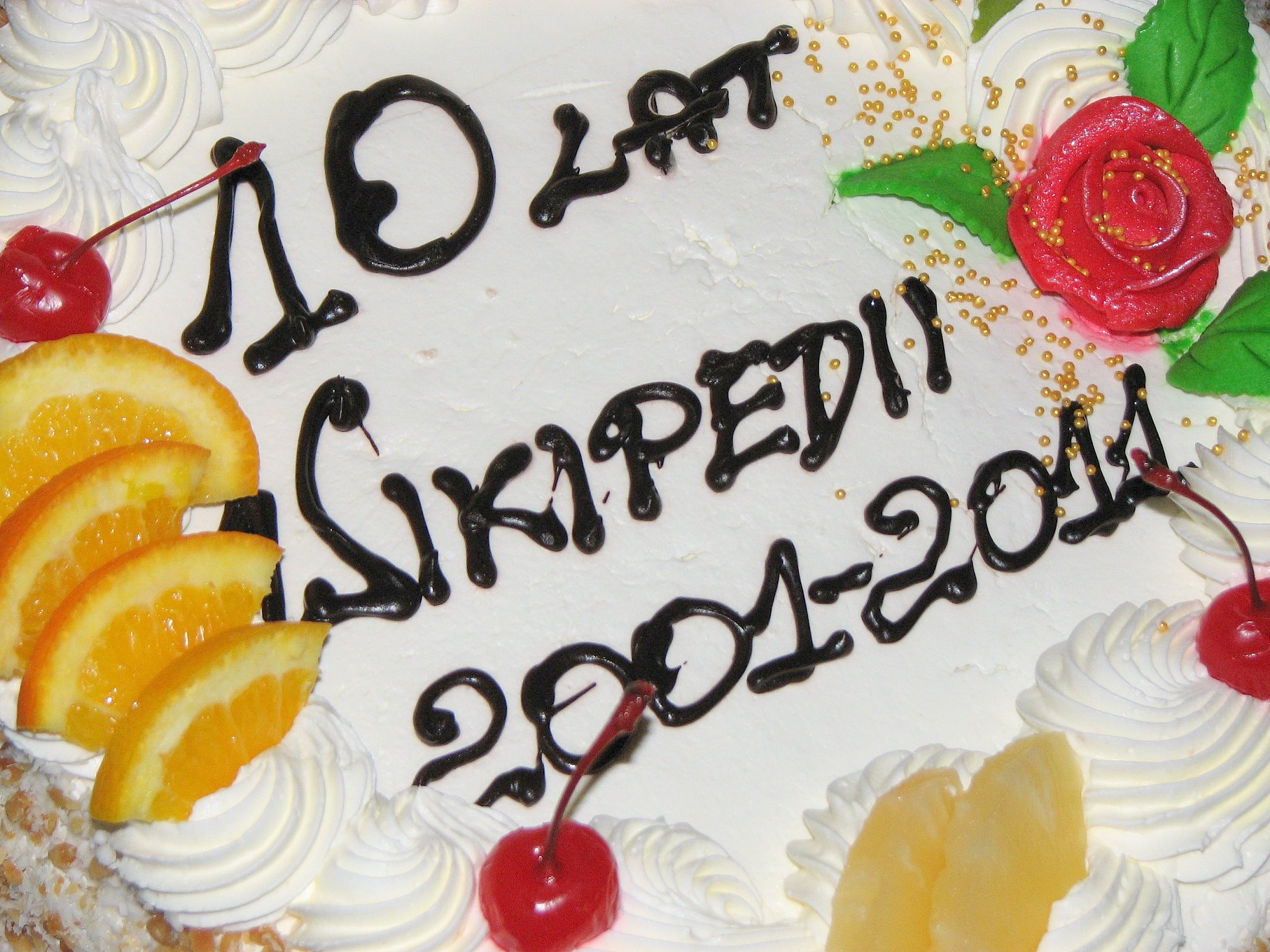
Декорация в виде золотистых драже (справа сверху)

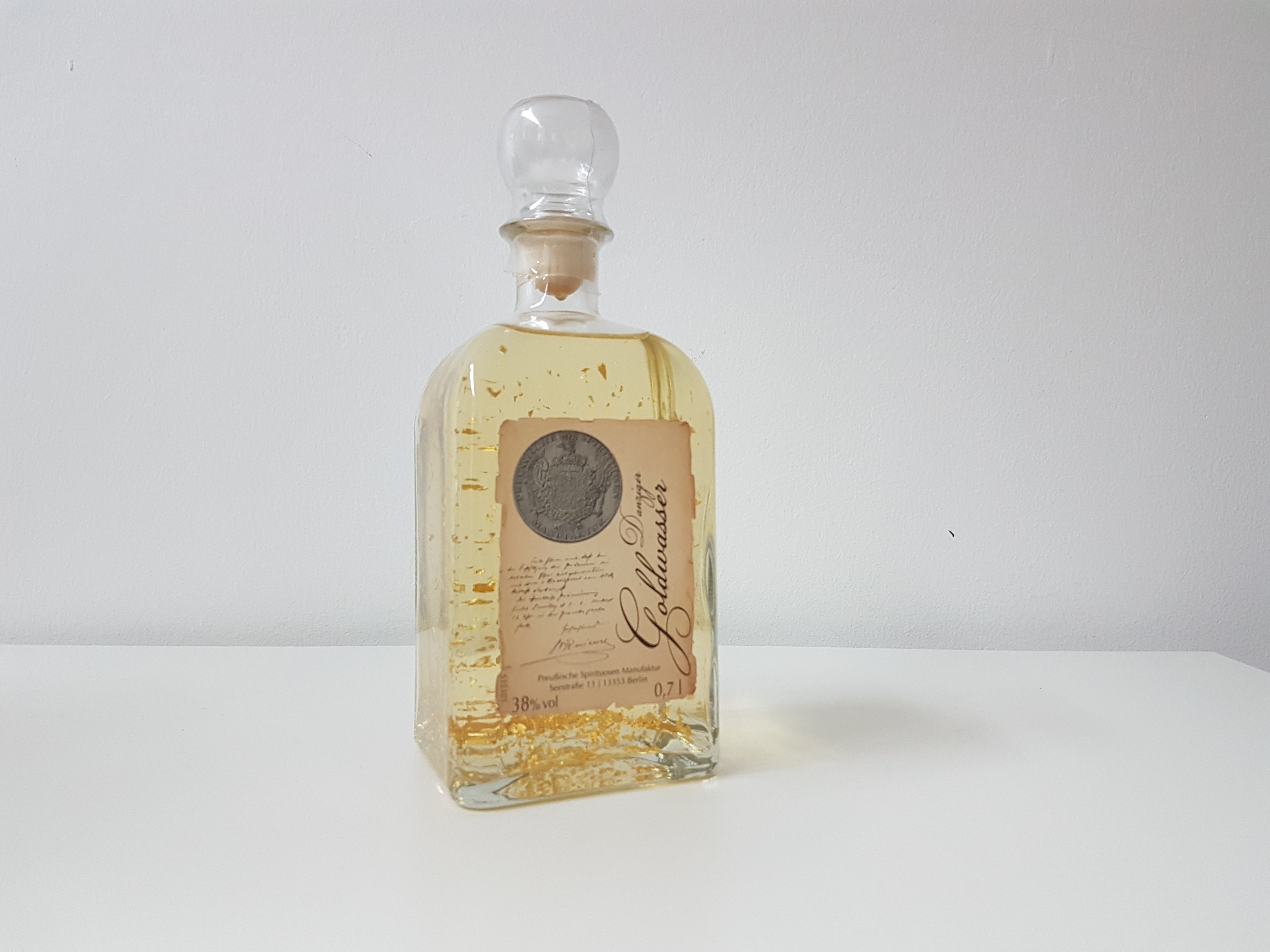
Крепкий алкогольный напиток (Danziger Goldwasser, 38 %) с хлопьями сусального золота (22 карата)

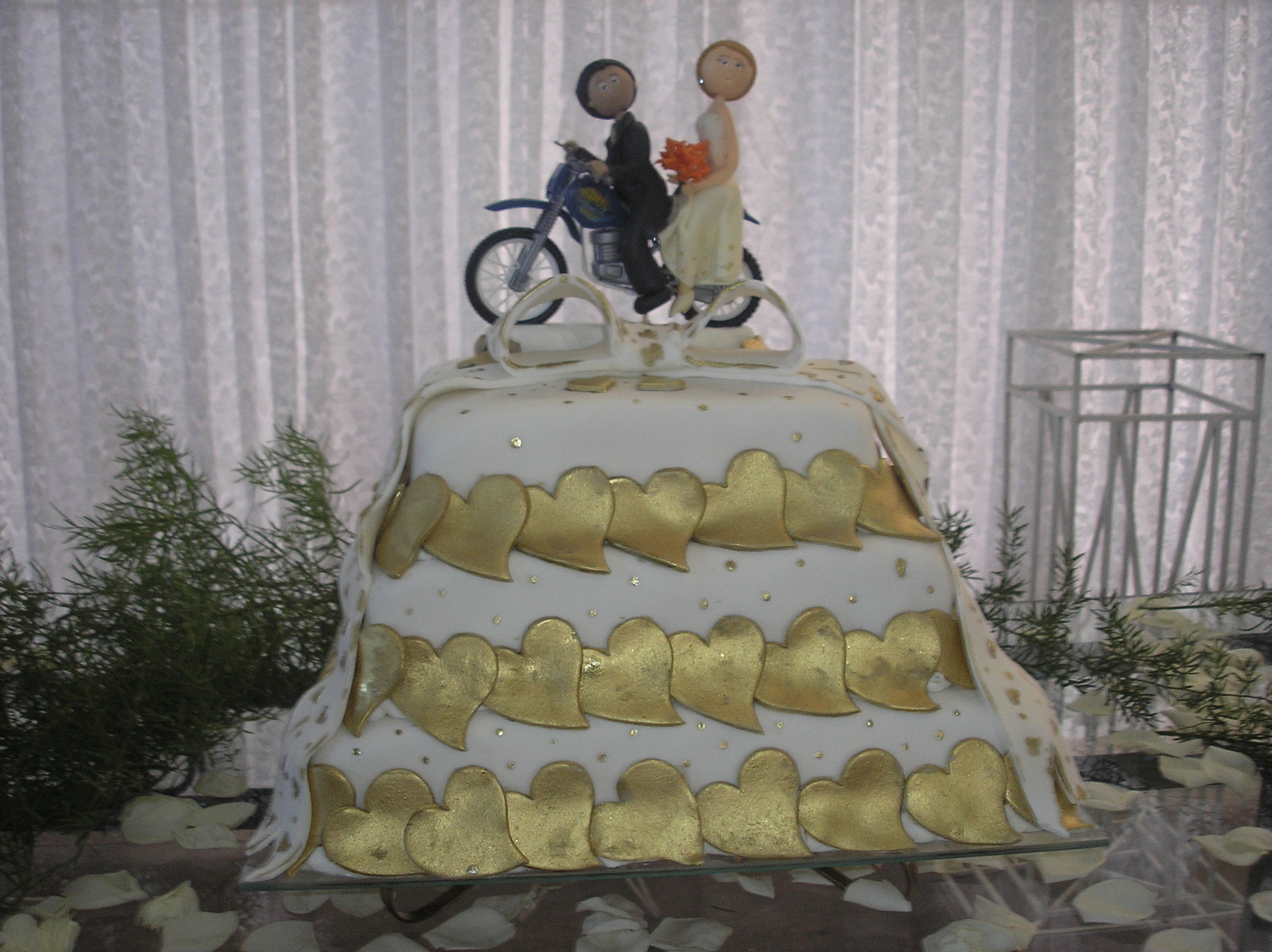
Декорация элементов торта

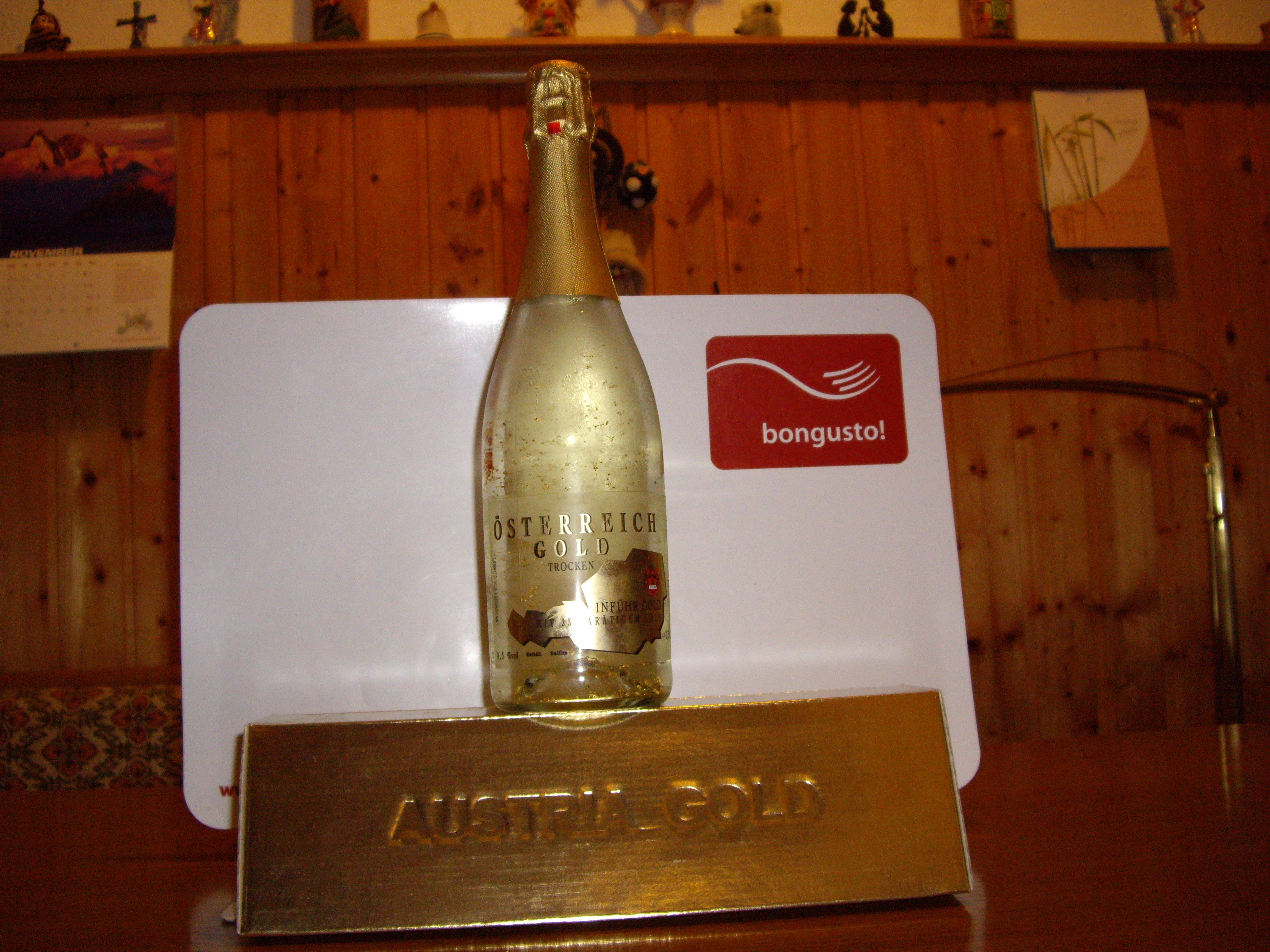
Игристое вино (Österreich Gold Trocken, 9,5 %) с хлопьями сусального золота (23 карата)

### Кулинария
Поскольку чистое золото, используемое в изготовлении сусали, биологически инертно и благодаря своей чрезвычайной мягкости неспособно к образованию режущих кромок даже при такой малой толщине, сусальное золото также довольно широко применяется для украшения различных пищевых продуктов и даже имеет свой код пищевой добавки — Е175. Так, в Индии распространена практика обёртывания дорогих сладостей листками сусального золота и серебра, а в Центральной Европе известны алкогольные напитки, в которые добавляются золотые хлопья — например, итало-швейцарский «Гольдшлегер» (коричный шнапс с сусальными хлопьями) или польско-германская «Гданьская водка» (травяная настойка), украинская водка «Золото Полуботка».[значимость факта?] В Японии многие экстравагантные бизнесмены демонстрировали своё богатство, заказывая в ресторанах «позолоченный» кофе.[значимость факта?]